# Gjerde kyrka
Gjerde kyrka (norska: Gjerde kirke) är en kyrka i tätorten Etne i Etne kommun i Vestland fylke i västra Norge.

## Kyrkobyggnaden
Kyrkan är av okänd ålder, och flyttades till platsen 1676. Nuvarande kyrktorn byggdes 1930. En tidigare kyrka har dock stått på platsen; den första kyrkan här omnämns redan 1288. I kyrkan finns väggmålningar och delar av ett altare från 1600-talet samt två klockor från medeltiden, varav den ena har en inskrift och årtalet 1315. Predikstolen är från 1600-talet och har bilder av de fyra evangelisterna.
Kyrkan har 250 sittplatser. På kyrkogården står två runstenar.